# V-4 (танк)
Straussler V-4 — венгерский лёгкий амфибийный танк, разработанный Миклошом Штраусслером в межвоенные годы.

## Описание
Колёсно-гусеничный танк является оригинальной, экспериментальной разработкой Штраусслера. Все колёса крепятся на общей раме, состоящей из нескольких секций (у каждого колеса своя независимая подвеска). Направляющие и ведущие колёса опущены на грунт для лучшего сцепления с опорной поверхностью. Есть по два поддерживающих ролика на каждом борте. Бронирование варьируется от 23 мм (лобовая часть) до 9 мм (корма). Вооружён 40-мм орудием 37M, двумя пулемётами Gebauer. 6-цилиндровый двигатель Weiss Manfréd V-OHC мощностью 160 л.с. позволяет развивать скорость до 32 км/ч на грунте и до 45 км/ч на шоссе.

## История
Предшественником является танк V-3, который был построен в 1934 и испытывался в 1935 году, но не удовлетворил военных. В 1937 году на испытания был принят вариант V-4, представлявший собой более полноценный образец легкого колесно-гусеничного танка. Вместе с образцами танков Pz Kpfw I и Landsverk L-60 боевая машина приняла участие в конкурсе, объявленном венгерской армией в 1937 году. Несмотря на положительное мнение военных относительно ходовых качеств, победителем стал L-60 благодаря более простой конструкции. Всего же фирма Штраусслера построила в общей сложности 4 танка, три из которых использовались для различного рода испытаний и демонстраций за рубежом. Есть неподтвержденные данные, что один V-4 проходил испытания в СССР.